# 河角廣

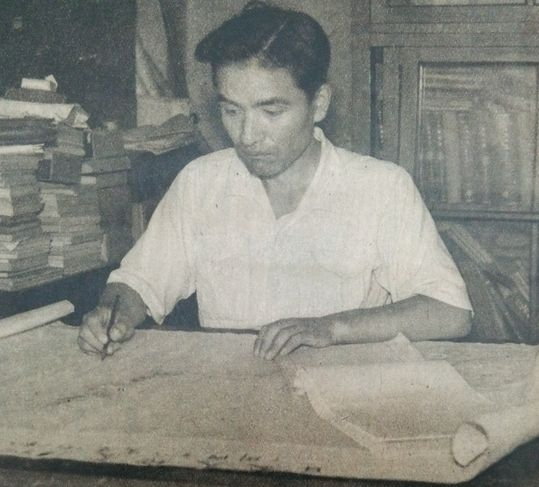
1948年

河角 廣（かわすみ ひろし、1904年7月12日- 1972年12月12日）は、日本の地震学者。東京帝国大学教授を歴任。

## 経歴
長野県諏訪郡富士見村（現富士見町）出身。長野県立諏訪中学校（現長野県諏訪清陵高等学校）、旧制第一高等学校を経て、1928年東京帝国大学理学部地震学科卒業。同年東京帝国大学地震研究所嘱託となる。1944年教授となり1963年所長に就任。退官後は東京都防災会議地震部会会長などを歴任した。
日本各地の地震危険度と最高震度の期待値を示す「河角マップ」は耐震基準における地震地域係数の根拠となった。また鎌倉や江戸などの古地震を調査し、相模トラフ巨大地震の69年周期説を唱えた（なお当該地震は1923年を最後に発生していない）。

## 主要論文
- 河角廣「昭和二年一月十五日經ケ崎沖の地震の震源の深さに就いて」『気象集誌. 第2輯』第5巻第11号、日本気象学会、1927年、232-240頁、doi:10.2151/jmsj1923.5.11_232、ISSN 0026-1165、NAID 130007347494。
- 松澤武雄, 井上宇胤, 岸上冬彦, 小平孝雄, 長谷川惠副, 波江野清藏, 河角廣, 水郡茂, 山下四郎「豊岡町震火災調査報告」『震災豫防調査會報告』第101号、震災豫防調査會、1927年3月、35-38頁、NAID 110006606007。
- 岸上冬彦, 河角廣「統計地震学に於けるSchwankungの理論の応用」『東京帝國大學地震研究所彙報』第4号、東京帝国大学地震研究所、1928年3月、75-83頁、ISSN 0040-8972、NAID 120006910874。
- 河角廣「地震動と地震記象」『地震 第2輯』第4巻第2号、日本地震学会、1932年、71-94頁、doi:10.14834/zisin1929.4.71、ISSN 0037-1114、NAID 130003845423。
- 河角廣「地震動と地震記象補遺」『地震 第2輯』第4巻第3号、日本地震学会、1932年、167-169頁、doi:10.14834/zisin1929.4.167、ISSN 0037-1114、NAID 130004047621。
- 河角廣, 鈴木武夫「地殼表層に於ける地震波の反射及び屈折」『地震 第2輯』第4巻第5号、日本地震学会、1932年、277-307頁、doi:10.14834/zisin1929.4.277、ISSN 0037-1114、NAID 130004047629。
- 河角廣「淺發地震の發電機巧初動分布と地殼構造」『地震 第2輯』第6巻第1号、日本地震学会、1934年、32-53頁、doi:10.14834/zisin1929.6.32、ISSN 0037-1114、NAID 130004831940。
- 河角廣, 本間正作「Herglotz-Wiechertの公式の擴張と其の一證明法」『地震 第2輯』第9巻第2号、日本地震学会、1937年、59-68頁、doi:10.14834/zisin1929.9.59、ISSN 0037-1114、NAID 130004047767。
- 河角廣「震度と震度階」『地震 第2輯』第15巻第1号、日本地震学会、1943年、6-12頁、doi:10.14834/zisin1929.15.6、ISSN 0037-1114、NAID 130004047533。
- 河角廣「震度と震度階 (績き)」『地震 第2輯』第15巻第8号、日本地震学会、1943年、187-192_1、doi:10.14834/zisin1929.15.187、ISSN 0037-1114、NAID 130004047555。
- 河角廣「標準用語制定に就て」『地震 第2輯』第16巻第2号、日本地震学会、1944年、29-32頁、doi:10.14834/zisin1929.16.29、ISSN 0037-1114、NAID 130003845381。
- 河角廣, 佐藤泰夫「偶然數列に現れる疑似周期に就いて:種々の數列の偶然性判定法」『応用物理』第16巻第1号、応用物理学会、1947年、1-8頁、doi:10.11470/oubutsu1932.16.1、ISSN 0369-8009、NAID 130003429253。
- 河角広, 佐藤泰夫「昭和21年12月21日南海大地震概報」『地震研究所研究速報』第5号、東京帝國大学地震研究所、1947年4月、1-35頁、doi:10.15083/00032114、NAID 120002692288。
- 河角廣「福井地震に就いて」『地學雜誌』第57巻第2号、東京地学協会、1949年、93a-94、doi:10.5026/jgeography.57.93a、ISSN 0022-135X、NAID 130000793366。
- 河角廣「わが國における地震危險度の分布」『建築雑誌』第773号、日本建築学会、1951年4月、3-8頁、ISSN 00038555、NAID 110003778860。
- 河角広「Measures of Earthquake Danger and Expectancy of Maximum Intensity Throughout Japan as Inferred from the Seismic Activity in Historical Times. / 有史以来の地震活動よりみたる我国各地の地震危険度及び最高震度の期待値〔英文〕」『東京大学地震研究所彙報』第29巻第3号、東京大学地震研究所、1951年9月、469-482頁、ISSN 00408972、NAID 120006911784。
- 河角広「我が国に於ける地震危険度の分布と耐震設計基準震度の研究」『建築雑誌』第799号、日本建築学会、1953年6月、16頁、ISSN 00038555、NAID 110003782496。
- 河角廣「震度期待値に就いて」『地震工学研究発表会講演概要』第3号、土木学会、1959年、45-50頁、doi:10.2208/proee1957.3.45、ISSN 0913-4085、NAID 130003993118。
- 河角広「関東南部地震 69年周期の証明とその発生の緊迫度ならびに対策の緊急性と問題点」『地學雜誌』第79巻第3号、東京地学協会、1970年、115-138頁、doi:10.5026/jgeography.79.3_115、ISSN 0022-135X、NAID 130000800077。
  - 「正誤表」『地學雜誌』第80巻第1号、1971年、65a-65a、doi:10.5026/jgeography.80.1_65a。
- 河角廣「地震の予知と防災」『土と基礎』第18巻第4号、地盤工学会、1970年4月、1-5頁、ISSN 00413798、NAID 110003965241。
- 佐山守, 河角広「古記録による歴史的大地震の調査（第一報）（弘化四年三月二十四日善光寺地震）」『地震研究所研究速報』第10巻第2号、東京大学地震研究所、1973年3月、1-50頁、doi:10.15083/00032087、NAID 120002692325。

## 関連文献
- 柳田邦男「"69年目"を予言した男--学会に黙殺されても河角〔広〕博士は地震周期説を訴え続けた」『文芸春秋』第51巻第13号、文芸春秋、1973年9月、246-258頁、NAID 40003416553。